# Smilax amblyobasis
Smilax amblyobasis är en enhjärtbladig växtart som beskrevs av Kurt Krause. Smilax amblyobasis ingår i släktet Smilax och familjen Smilacaceae. Inga underarter finns listade.